# Лесеневич, Владимир Митрофанович
Влади́мир Митрофа́нович Лесеневич (1894—1982) — участник Белого движения на Юге России, полковник.

## Биография
Сын подполковника Митрофана Михайловича Лесеневича (1860—?). Образование получил в Белоцерковской гимназии.
В 1913 году поступил в Елисаветградское кавалерийское училище, по окончании которого 1 октября 1914 года выпущен был корнетом в 9-й уланский Бугский полк, в рядах которого и вступил в Первую мировую войну. Произведен в поручики 12 марта 1916 года, в штабс-ротмистры — 22 марта 1917 года.
В ноябре 1918 года прибыл в Екатеринодар с группой офицеров бывшей 9-й кавалерийской дивизии возглавляемой ротмистром В. Н. Выграном, сформировавших в Добровольческой армии Сводный дивизион 9-й кавалерийской дивизии, в мае 1919 года развернутый в полк. Был командиром эскадрона, а затем дивизиона бугских улан. В Русской армии — подполковник 6-го кавалерийского полка. Награждён орденом Св. Николая Чудотворца
За то, что 17 августа 1920 года, будучи выслан с полком из села Рубановки на Вознесенку—Ново-Репьевку в обход фланга и в тыл красным, решительной атакой всеми наличными силами, овладел хутором Торгаевки и захватил находившийся в нем штаб красной 52-й стрелковой дивизии, штаб бригады и все находившиеся в нем учреждения. Помимо большой добычи, этим захватом надолго было расстроено все управление войсками противника в этом районе.
Эвакуировался из Крыма на корабле «Аю-Даг». На 18 декабря 1920 года — полковник 2-го кавалерийского полка в Галлиполи.
В эмиграции в Югославии, служил в пограничной страже, затем работал в Австрии. После Второй мировой войны переехал в Бразилию. Составил исторический очерк «9-я кавалерийская дивизия в рядах Добровольческой армии» (1963). Состоял членом Общества Св. Александра Невского. Умер в 1982 году в Сан-Паулу. Похоронен в склепе Общества Св. Александра Невского на кладбище Кампо Гранде.